# Evangelos Konstantinou
Evangelos Konstantinou (grec. Ευάγγελος Κωνσταντίνου) (ur. 6 grudnia 1933 w Askri koło Teb, zm. 5 kwietnia 2015 w Würzburgu) – grecki i niemiecki historyk, bizantynolog.

## Życiorys
Studiował w latach 1952-1957 teologię prawosławną na Uniwersytecie w Atenach. Naukę kontynuował w latach 1960-1964 na Wolnym Uniwersytecie w Berlinie. W 1963 roku doktorat na temat teorii mocy u św. Grzegorz z Nyssy w stosunku do dawnej judeo-chrześcijańskiej tradycji filozoficznej. W roku 1971 habilitacja na Uniwersytecie w Würzburgu. Był profesorem bizantynistyki, neogrecestyki na tej uczelni do 1998 roku. Od 2002 roku był pełnoprawnym członkiem Europejskiej Akademii Nauk i Sztuk w Salzburgu.

## Wybrane prace
- Die Tugendlehre Gregors von Nyssa im Verhältnis zu der antik-philosophischen und jüdisch-christlichen Tradition, Würzburg 1966.
- Ausdrucksformen des europäischen und internationalen Philhellenismus vom 17. - 19. Jahrhundert, Frankfurt 2007.
- Ägäis und Europa, Frankfurt am Main 2005.
- Byzantinische Stoffe und Motive in der europäischen Literatur des 19. und 20. Jahrhunderts, Frankfurt 1998.
- Byzanz und: das Abendland im 10. und 11. Jahrhundert, Köln 1997.
- Antike griechische Motive in der heutigen europäischen Literatur, Frankfurt am Main 1995.
- Die europäische philhellenische Literatur bis zur 1. Hälfte des 19. Jahrhunderts, Frankfurt 1992.